# 처치 곤란 병렬
병렬 컴퓨팅에서 처치 곤란 병렬(embarrassingly parallel) 부하 (또는 '처치 곤란 문제')란 문제를 몇 개의 병렬 임무로 나누는데 노력이 거의 들지 않거나 하나도 들지 않는 문제를 말한다. 다소 반어법적으로 들릴 수도 있지만 프랑스어 표현 "처치 곤란할 만큼 많은 부" embarras de richesse와 같은 맥락으로 이해될 수 있을 것이다. 이는 대체로 저러한 병렬 임무 사이의 의존성 (또는 통신)이 거의 존재하지 않거나 없는 경우이다.
처치곤란 병렬 문제는 두가지의 작업 결과 사이의 소통이 없거나 적을 때 일어나는 경향이 있다, 그리고 이건 두 작업에 대한 소통이 필수인 분산 컴퓨팅 문제와는 조금 다르다 (특히 즉석 결과들에 대한 의사소통은). 이건 슈퍼컴퓨터 클러스터 안의 특별한 인프라스트럭쳐가 없는 데이터 센터 등에서 쉽게 실행된다. 그리고 보익같은 (BOINC)인터넷 기반의 분산 처리 환경에 잘 맞는다.
처치곤란 병렬 문제의 일반적인 예는 그래픽 처리 장치(GPU)들이 화면에서 독립적으로 각 픽셀의 3D 투영작업을 할 때 많이 일어난다.

## 같이 보기
- 암달의 법칙
- 다중 처리
- 대규모 병렬 컴퓨터
- 병렬 컴퓨팅
- 대칭형 다중 처리
- 세포 자동자
- CUDA
- 벡터 프로세서

## 참조
1. ↑  Designing and Building Parallel Programs, by Ian Foster. Addison-Wesley (ISBN 978-0-201-57594-1), 1995. Section 1.4.4